# یاسمن فرزان
یاسمن فرزان فیزیک‌دان ایرانی‌ست. او در حال حاضر عضو هیئت علمی پژوهشگاه دانش‌های بنیادی و محقق مرکز بین‌المللی فیزیک نظری عبدالسلام (ICTP) است و در زمینه فیزیک ذرات بنیادی و به ویژه نوترینوها پژوهش می‌کند.

## زندگی‌نامه
یاسمن فرزان در سال ۱۳۵۵ در شهر تبریز متولد شد. پدرش یعقوب فرزان، استاد دانشکده فنی دانشگاه تبریز و از چهره‌های برجسته جامعه مهندسی عمران کشور بود.
یاسمن فرزان در سال ۱۳۷۲ (۱۹۹۴) به عنوان اولین دختر ایرانی در تاریخ تیم‌های المپیادی فیزیک در تیم منتخب ایران در آزمون المپیاد جهانی فیزیک در پکن شرکت کرد و برنده مدال نقره شد. او جایزه ویژه بهترین دانش‌آموز دختر شرکت‌کننده در این دوره را نیز به دست آورد. در سال ۱۳۷۳ تحصیلات خود را در رشتهٔ فیزیک تا مقطع کارشناسی ارشد در دانشگاه صنعتی شریف طی کرد. در سال ۱۳۸۳ از تز دکتری خود در سیسا تریست ایتالیا دفاع کرد. همسر وی فیزیکدان ایرانی محمدمهدی شیخ‌جباری است که جوانترین چهره ماندگار شناخته شده‌است.
او هم‌اکنون در پژوهشگاه دانش‌های بنیادی مشغول به تحقیق در زمینه فیزیک انرژی‌های بالا است.

## جایزه
- جایزه دانشمند جوان اتحادیه بین‌المللی فیزیک محض و کاربردی (آیوپاپ) در زمینه تئوری فیزیک ذرات (۲۰۰۸)[۵]
- جایزه سال ۲۰۱۳ مرکز بین‌المللی فیزیک نظری عبدالسلام(ICTP)، به همراه پاتچانیتا چولالانگکرن از تایلند[۶]